# Rosa Taikon
Katarina Taikon-Langhammer (30 luglio 1926 – 1º giugno 2017) è stata un'orafa, attivista e attrice svedese di etnia rom Kalderash,  leader nel movimento per i diritti civili, sorella di Katarina Taikon.
I suoi gioielli in argento sono stati esposti in numerose gallerie e musei come il Museo Nazionale delle Belle Arti di Stoccolma e il Museo Röhsska.

## Premi e riconoscimenti
Nel 2010 le è stata assegnata la medaglia Quorum Illis.
Nel 2013 le è stato assegnato il premio Olof Palme per la sua lotta di una vita per i diritti umani.

## Filmografia
- 1953 - Marianne
- 1950 - Motorkavaljerer
- 1950 - Kyssen på kryssen
- 1949 - Smeder på luffen